# Леонард Шпехт
Леонард Шпехт (фр. Léonard Specht, нар. 16 квітня 1954, Момменайм) — французький футболіст, що грав на позиції захисника за «Страсбур» та «Бордо», а також за національну збірну Франції. По завершенні ігрової кар'єри — тренер.

## Клубна кар'єра
У дорослому футболі дебютував 1972 року виступами за команду «Страсбур», в якій провів десять сезонів, взявши участь у 325 матчах чемпіонату.  Більшість часу, проведеного у складі «Страсбура», був основним гравцем захисту команди. У сезоні 1978/79 виборов титул чемпіона Франції.
1982 року перейшов до «Бордо», де провів наступні п'ять сезонів своєї ігрової кар'єри. Граючи у складі «Бордо» також здебільшого виходив на поле в основному складі команди. За цей час додав до переліку своїх трофеїв ще три титули чемпіона Франції, двічі ставав володарем Кубка Франції, вигравав Суперкубок країни.
Завершував ігрову кар'єру у рідному «Страсбурі». Повернувся до нього 1987 року, захищав його кольори до припинення виступів на професійному рівні у 1989.

## Виступи за збірну
1978 року дебютував в офіційних матчах у складі національної збірної Франції.
Загалом протягом кар'єри в національній команді, яка тривала 8 років, провів у її формі 18 матчів, забивши 1 гол.

## Кар'єра тренера
Розпочав тренерську кар'єру відразу ж по завершенні кар'єри гравця, 1989 року, очоливши тренерський штаб клубу «Страсбур», з командою якого пропрацював два роки.

## Титули і досягнення
- Чемпіон Франції (4):

«Страсбур»: 1978-79
«Бордо»: 1983-1984, 1984-1985, 1986-1987
- Володар Кубка Франції (2):

«Бордо»: 1985-1986, 1986-1987
- Володар Суперкубка Франції (1):

«Бордо»: 1986